# Oficerowie
Oficerowie – polski serial telewizyjny, emitowany od 24 września do 17 grudnia 2006 roku w TVP2, na który składa się 13 odcinków emitowanych w TVP i jednego specjalnego (czternasty), dostępnego tylko przez internet wraz z trzema różnymi zakończeniami. Serial jest kontynuacją serialu Oficer. We wrześniu 2008 roku TVP 2 rozpoczęła emisję kontynuacji Oficerów – serial Trzeci oficer.

## Fabuła
Oficerowie nie stanowią bezpośredniej kontynuacji poprzednika, jednak w serialu znajduje się dużo wątków powiązanych z Oficerem. Wydarzenia przedstawione w Oficerach dzieją się rok po wydarzeniach ukazanych w Oficerze. Kruszon ścigany przez mafię powiązaną z Grandem musi się ukrywać. Rezygnuje z pracy w policji i jest oficerem wywiadu. Nowym dowódcą Specjalnej Grupy Pościgowej CBŚ został Marek Sznajder, przeniesiony z Wydziału Zabójstw. Do grupy zostaje przydzielona młoda policjantka – absolwentka studiów psychologicznych – Alicja Szymczyszyn. Będzie ona musiała stawić czoła niebezpiecznym wydarzeniom dotyczących m.in. "Grupy Trzymającej Władzę".

## Lista odcinków
1. Stinger
2. Druga strona lustra
3. Wypożyczalnia ludzi
4. Nocny gość
5. Wkręt
6. Paparazzi
7. Diagnoza
8. Podpucha
9. Dzieci i wdowy
10. Nieznani sprawcy
11. Paszport
12. Słowo honoru
13. Oddany chleb
14. Tak mogło być (trzy alternatywne zakończenia: Kruszon, Aldona, Perła)

## Obsada
- Borys Szyc − komisarz Tomasz "Kruszon" Kruszyński
- Paweł Małaszyński − Jacek "Grand" Wielgosz
- Cezary Pazura − podinspektor Marek Sznajder
- Katarzyna Cynke − podkomisarz Alicja Szymczyszyn
- Magdalena Różczka − nadkomisarz Aldona Ginko-Ryś
- Wojciech Pszoniak − były generał Czesław Pieczur, teść Kalińskiego
- Jan Englert − Zenon Kaliński, ojciec Alicji
- Szymon Bobrowski − Bohdan "Bodo", ochroniarz Kalińskiego
- Kamil Maćkowiak − Kosma Jaworski/Damian Ryś, chłopak Alicji, szwagier Aldony
- Magdalena Cielecka − Rita Wielgosz, żona "Granda"
- Peter J. Lucas − pułkownik Jakub Mond
- Robert Gonera − Pierre "Kanibal" Devielle
- Janusz Chabior − Jacek "Doenitz" Godfard
- Joachim Lamża − Józef Trojan, były premier RP
- Leszek Piskorz − lobbysta Sławomir Koryto
- Leon Charewicz − Jerzy Bogdanowicz, przyrodni brat Kalińskiego
- Maciej Kozłowski − generał Michał Matejewski
- Marian Dziędziel − były inspektor Joachim Kondeja
- Piotr Miazga – aspirant Arkadiusz, funkcjonariusz AT
- Maciej Wierzbicki − nadkomisarz Jaromir "Jarząbek" Lewandowski
- Tamara Arciuch − nadkomisarz Stella Lewandowska-Rybak
- Marcin Perchuć − nadkomisarz Bernard Rybak
- Magdalena Czerwińska − Beata, dziennikarka
- Jacek Braciak − Jan "Perła" Perłowski
- Marcin Sztabiński − Sławomir "Mamaj" Nejman
- Marta Ojrzyńska − Elwira Gołąb
- Maria Ciunelis − Natalia Maciołowska
- Henryk Niebudek − Dyrygent
- Łukasz Lewandowski – Dylu
- Piotr Rogucki − Manolo
- Mirosław Zbrojewicz − Janusz Sznajder, brat Marka Sznajdera
- Jan Pęczek − Zbigniew Kruszyński "Brodacz", ojciec "Kruszona"

W pozostałych rolach
- Jakub Kotyński − policjant francuski eskortujący "Granda"
- Zbigniew Moskal − kierowca konwoju
- Antoni Ostrouch − kierownik kasyna
- Ewelina Serafin − Laura Bogdanowicz
- Jacek Bończyk − notariusz
- Tomasz Gęsikowski − policjant francuski eskortujący "Granda"

## Nagrody
- 2007: Telekamery (nominacja) – najpopularniejszy fabularny serial kryminalny
- 2007: Paweł Małaszyński – Telekamery – najpopularniejszy aktor
- 2007: Borys Szyc – Telekamery(nominacja) – najlepszy aktor
- 2008: Paweł Małaszyński – Telekamery – najlepszy aktor
- 2008: Paweł Małaszyński – Telekamera Publiczności
- 2009: Paweł Małaszyński – Telekamery (nominacja) – najlepszy aktor